# Великденска акция
Великденската акция от 3 април 1860 г., наричана още в популярната литература и Българският Великден, е кулминационен момент в българо-гръцките отношения и е начало на борбата за църковна независимост.

## Предистория
Българският народ има в продължение на векове своя автокефална църква. Вселенският патриарх Самуил I Хандзерис е обвиняван от българските възрожденци в целенасочена ликвидация на Охридската архиепископия. Историографията е изяснила, че тази историческа теза е в голямата си част недостоверна, обаче послужва като претекст на българските възрожденци и духовни водачи да мотивират паството си срещу Фенер, чиято политика по българския църковен въпрос е недипломатична и в крайна сметка Кирил VII Константинополски става вторият вселенски патриарх след Григорий V Константинополски, който е убит на 18 април 1872 г.
Преди Коледата на предходната календарна година на акцията на Възкресението, се случват няколко други събития:
1. На 25 октомври 1859 г. княз Никола Богориди поставя основния камък на Желязната българска църква „Свети Стефан“;
2. На 11 ноември 1859 г. е осветена старата възрожденска църква в Кюстендил, посветена на свети Мина.

Великденската акция е предварително замислена от цариградските български църковни дейци и е отговор на неотстъпчивата позиция на Вселенската патриаршия към три български искания:
1. изборност на архиереи от паството по епархии;
2. архиереите да извършват богослужението на родния на паството новобългарски език;
3. архиереите да са на фиксирана заплата, за да не могат да се облагодетелстват от служебното си положение за сметка на паството.[3]

Още преди и по време на Кримската война, българите формулират искания за духовна автономност. През 40-те години на века движението прераства в българо-гръцка църковна разпра, тъй като народният будител Неофит Бозвели умира в заточение на Света гора.
На 29 юни 1850 г. църквата на Гърция е призната от Вселенската патриаршия, с който акт новогръцкото просвещение губи светския си характер.

## Събитието
На 3 април 1860 г. по време на тържествената великденска служба във все още дървения български храм „Свети Стефан“ в Цариград епископ Иларион Макариополски не споменава името на вселенския гръцки патриарх и на негово място изрича „всякое епископство православных“, което се произнася само от предстоятел на автокефална църква. Вместо името на вселенския патриарх Кирил VII Константинополски е произнесено това на султана Абдул Меджид I.
По това време суверен на българските земи е османският султан. По този начин канонът формално е спазен и българските духовници не могат да бъдат обвинени в ерес или отлъчени. Така Иларион Макариополски символично отхвърля властта на патриаршията над българското паство.

## Последици
Акцията се посреща с ентусиазъм. В много от българските селища населението заставя духовните владици да се отрекат от Цариградската патриаршия и се обръща към Иларион Макариополски като към глава на Българската църква. С Великденската акция българският църковен въпрос навлиза във фазата на борба за признаване на независима българска църква.